# MG 17
La MG 17, abbreviazione di Maschinengewehr 17, era una mitragliatrice aeronautica da installazione fissa costruita dalla Rheinmetall-Borsig.
Basata sullo sviluppo della Rheinmetall MG 30 da fanteria era, assieme alla brandeggiabile MG 15, la mitragliatrice standard utilizzata dalla Luftwaffe per armare i propri velivoli da combattimento all'inizio della seconda guerra mondiale. Era raffreddata ad aria ed utilizzava munizioni standard 7,92 × 57 mm Mauser montate su nastro. Poteva essere dotata di un meccanismo di sincronizzazione che le permetteva di sparare senza colpire le pale dell'elica, ed in questa configurazione era installata sul muso degli aerei da caccia, come i Messerschmitt Bf 109 e Focke-Wulf Fw 190.
Quando per la Luftwaffe furono disponibili mitragliatrici di calibro maggiore esse furono ricondizionate per l'uso a terra, quindi dotate di calcio, nuovi mirini e bipiedi o treppiedi, e date in dotazione soprattutto a personale a terra della stessa Luftwaffe.
Al 1º luglio 1944 le MG 17 sono state prodotte in 24 271 esemplari ma non è noto quante di queste siano state riconvertite per l'uso a terra.

## Velivoli utilizzatori
(lista parziale)
 Germania
- Arado Ar 96 B
- Blohm und Voss Ha 139 V3/U1
- Focke-Wulf Fw 190
- Heinkel He 111 H-3 e H-6 (in coda)
- Heinkel He 112
- Henschel Hs 123
- Henschel Hs 129
- Junkers Ju 87
- Junkers Ju 88
- Junkers Ju 188
- Messerschmitt Bf 109
- Messerschmitt Me 210
- Messerschmitt Me 410